# Rokoborca (kip)
Rokoborca (znan tudi kot Dva rokoborca, Rokoborca iz Uffizija ali Pancrastinae) je rimska kopija skulpture iz marmorja po izgubljenem grškem izvirniku iz 3. stoletja pr. n. št. Zdaj je v zbirki galerije Uffizi v Firencah v Italiji.

## Opis, slog in avtorstvo
Oba mladeniča se ukvarjata z nekakšno rokoborbo (pankration), podobno današnjemu športu mešanih borilnih veščin. Obe figuri se borita v položaju, ki je v sodobni rokoborbi v ljudskem ali kolegijskem slogu znan kot cross-body ride. Zgornji rokoborec ima levo nogo prepleteno z levo nogo nasprotnika, s telesom na nasprotnikovem telesu, in dviga nasprotnikovo desno roko. V dobro znani sodobni seriji rokoborbe bi zgornji borec zdaj poskušal dvigniti nasprotnikovo roko nad njegovo glavo, da bi izsilil potezo, imenovano giljotina. Njuna mišična struktura je zelo definirana in pretirana zaradi fizičnega in trajnega napora.
Nobena od obeh glav skulpture ni izvirna, čeprav je glava nižje figure starejša in je tako slogovno podobna sinovi v skupini Niobe. Glave so bile dodane po ponovnem odkritju skulpture.
Skupina velja za najkvalitetnejše rimske kopije izgubljenega brona. Ni vsak gledalec 20. stoletja občudoval »delo, ki je bilo nekoč znano, zdaj pa nepošteno zanemarjeno«, kot je o tem dejal umetnostni zgodovinar Kenneth Clark: »Če lahko oči počivajo na nekoliko neprijetni površini replike, ki je nekoliko brez življenja, odkrijemo, da je moral biti izvirnik lizipski bron mojstrsko kompleksen in zapleten.«  Skulpturo so različno pripisovali Mironu, Kefizodotu mlajšemu ali Heliodorju. Zadnja dva Plinij Starejši omenja kot ustvarjalca kiparske oblike, imenovane symplegmata, ki označuje položaj figur ukleščenih v boju, bodisi izključno fizičnem ali ljubiteljskem. Trenutno skulptura velja za najkvalitetnejšo rimsko kopijo po izgubljenem izvirniku helenističnega brona iz 3. stoletja pred našim štetjem, bodisi iz pergamonske šole bodisi iz  Lizipovega kroga.

## Ponovno odkritje
Odkritje Rokoborcev je povzročilo takojšen občutek med poznavalci Rima, da je mogoče dogodek datirati na sam konec marca ali začetek aprila 1583 v vinograd (vigna), ki pripada družini Tommasini da Gallese blizu Porta San Giovanni v Rimu, skupaj s skupino posameznih kipov, imenovanih Niobidi. Okoliščine njihovega odkritja in dejstvo, da so glave manjkale, so zgodnje antikvarje - in graverje, ki so delali v njihovo smer - pripeljali do združevanja para figur s temi Niobidi.
Nekaj dni po izkopavanju je Valerio Cioli, kipar in restavrator rimskih starin, pisal sekretarju Francescu de' Medici, velikem vojvodi Toskane, da svojega patrona opozori na odkritje, Medičejci pa niso izgubljali časa: 25. junija je skupino in Niobide kupil od člana družine Varese, ki jim jih je uspelo pridobiti v vmesnih tednih, brat velikega vojvode (in morebitni dedič) kardinal Ferdinando I. Medičejski in ju dodal k izjemni galeriji starin v vili Medičejcev. To je bilo ponazorjeno v grafiki iz leta 1594.
Rokoborca sta zdaj med zbirkami Medičejcev v Galeriji Uffizi.
Skulpturo so očistili nekdanje nekoliko mastne patine. Skulptura je bila kopirana v marmorju, bronu in gipsu, v sodobnem času pa iz mastne patine, tako v polni velikosti kot v miniaturi, temo pa je na splošno obdelal Michelangelo. Philippe Magnier je izdelal marmorno kopijo skupine približno leta 1684-87 za Versajske vrtove - kasneje so jo preselili v Château de Marly in je zdaj v Louvru.